# Урашев, Аип Урашевич
Аип Урашевич Урашев (9 января 1914, Уральская область, Российская империя — 4 июня 1979) — советский партийный и государственный деятель, первый секретарь Кокчетавского областного комитета КП(б) Казахстана (1949—1952).

## Биография

### Образование
В 1931 г. окончил Уральский педагогический техникум, в 1934 г. — Уральскую высшую сельскохозяйственную школу, в 1955 г. — Высшую партийную школу при ЦК ВКП(б)-КПСС.

### Трудовая деятельность
- 1931—1933 гг. — учитель школы, секретарь комитета ВЛКСМ совхоза,
- 1934—1935 гг. — заместитель секретаря Лбищенского районного комитета ВЛКСМ (Западно-Казахстанская область),
- 1935—1938 гг. — секретарь Тайпакского районного комитета ВЛКСМ (Западно-Казахстанская область), секретарь Теректинского районного комитета ЛКСМ Казахстана (Западно-Казахстанская область),
- 1939 г. — заведующий отделом Теректинского районного комитета КП(б) Казахстана (Западно-Казахстанская область),
- 1939—1942 гг. — инструктор, заместитель заведующего организационно-инструкторским отделом ЦК КП(б) Казахстана,
- 1942—1943 гг. — второй секретарь Кустанайского областного комитета КП(б) Казахстана,
- 1943 г. — секретарь Алма-Атинского областного комитета КП(б) Казахстана по животноводству,
- 1943—1944 гг. — заместитель заведующего совхозным отделом ЦК КП(б) Казахстана,
- 1944—1946 гг. — второй секретарь Карагандинского областного комитета КП(б) Казахстана,
- 1946 г. — заведующий отделом торговли и общественного питания ЦК КП(б) Казахстана,
- 1946 г. — заместитель секретаря ЦК КП(б) Казахстана,
- 1946—1949 гг. — министр лесной промышленности Казахской ССР,
- 1949—1952 гг. — первый секретарь Кокчетавского областного комитета КП(б) Казахстана,
- 1955—1958 гг. — секретарь Восточно-Казахстанского областного комитета КП Казахстана,
- 1958—1979 гг. — начальник Казахского территориального управления Государственного комитета Совета Министров СССР-СССР по материально-техническому снабжению народного хозяйства.

С 1979 г. на пенсии.

## Награды и звания
Награжден орденами Отечественной Войны I-й степени, Трудового Красного Знамени и двумя орденами «Знак Почёта».